# Wilhelm Camphausen
Wilhelm Camphausen (8 de febrero de 1818, Düsseldorf, Confederación Germánica - Düsseldorf, Imperio alemán, 16 de junio de 1885) fue un pintor alemán especializado en escenas históricas y de batallas.

## Biografía

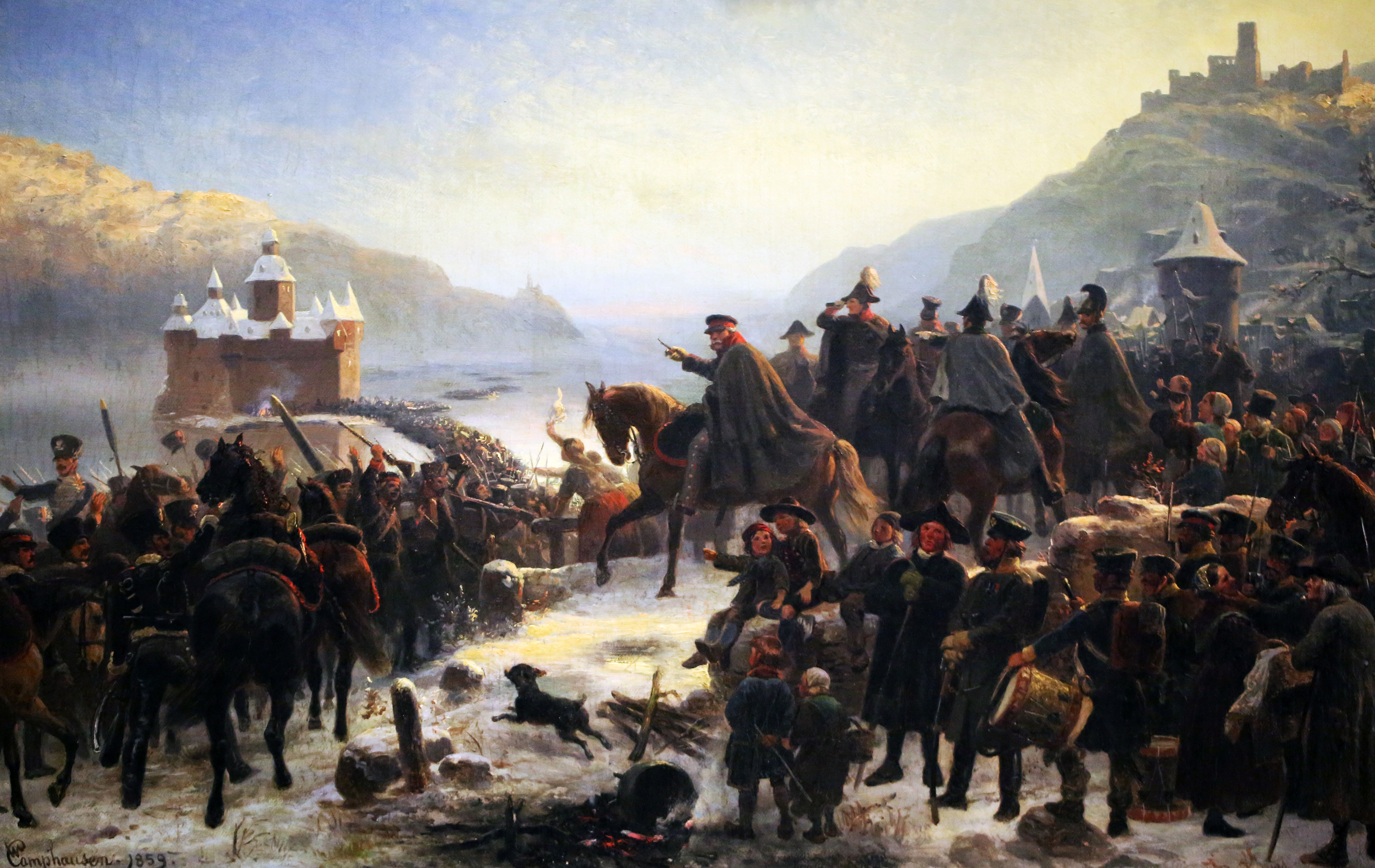
El General von Blücher cruzando el Rin.

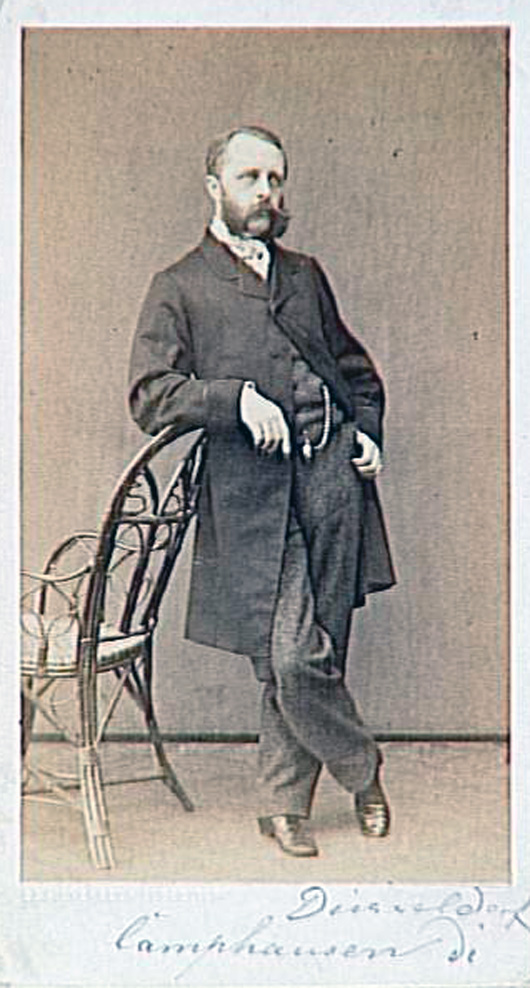
Wilhelm Camphausen, foto de Arnold Overbeck, Gebr. G. y A. Overbeck en Düsseldorf.

Estudió a las órdenes de Alfred Rethel y Friedrich Wilhelm Schadow. Como pintor histórico y de batallas rápidamente se hizo popular, y en 1859 fue hecho profesor de pintura en la Academia de Düsseldorf, junto con otras distinciones posteriores. Su Fuga de Tilly (1841), Príncipe Eugenio de Saboya en la Batalla de Belgrado (1843; en el Museo de Colonia), Fuga de Carlos II después de la Batalla de Worcester (Galería Nacional de Berlín), Caballería de Cromwell (Pinacoteca de Múnich), son sus pinturas principales más tempranas; y siguen su Federico el Grande en Potsdam, Federico II y los Dragones de Bayreuth en Hohenfriedburg. Es asociado con la escuela pictórica de Düsseldorf.
En 1864, acompañó a las fuerzas prusianas durante la campaña de Schleswig-Holstein y pintó varias escenas de la lucha así como escenas de la guerra de 1866 (notablemente Líneas de Dybbøl después de la Batalla, en la Galería Nacional de Berlín), lo hizo famoso en Alemania como representante del arte histórico patriótico. También pintó muchos retratos de príncipes alemanes y soldados y estadistas célebres. En la guerra franco-prusiana de 1870 Camphausen sirvió en el ejército alemán como artista de guerra oficial.

## Obras
- Camphausen, Wilhelm (1865). Ein Maler auf dem Kriegsfelde: illustrirtes Tagebuch. Bielefeld: Velhagen und Klasing.
- Camphausen, Wilhelm (1880). Vaterländische Reiterbilder aus drei Jahrhunderten von W. Camphausen; text von Theodor Fontane; Illustrationen des Textes gezeichnet von L. Burger. Berlin: R. Schuster.